# 29246 Клаузіус
29246 Кла́узіус (29246 Clausius) — астероїд головного поясу, відкритий 2 вересня 1992 року.
Тіссеранів параметр щодо Юпітера — 3,313.